# Martin Foltýn
Martin Foltyn (Havířov, 17 agosto 1993) è un calciatore ceco, difensore del Football Club Baník Ostrava.

## Caratteristiche tecniche
Interno di centrocampo, può giocare anche come mediano.